# Girsu
Girsu ali Ngirsu (sumersko 𒄈𒋢𒆠, latinizirano: ĝir2-suki), sodobni Tell Tello ali Telloh v iraškem governoratu Dhi Qar, je bil antično sumersko mesto, ki je stalo  28 km severno od Lagaša.

## Zgodovina
Girsu je bil morda naseljen že v ubaidskem obdobju  (5300-4800 pr. n. št.). Zelo dejaven  je postal v zgodnjem dinastičnem obdobju (2900-2335 pr. n. št). Med vladanjem kralja Gudee iz Druge lagaške dinastije je postal prestolnica Lagaškega kraljestva in ostal versko središče še potem, ko se je središče politične moči preselilo v Lagaš. V obdobju Tretje urske dinastije je bil glavno upravno središče cesarstva. Po padcu Ura je njegov pomen upadel, vendar je ostal naseljen približno do leta 200 pr. n. št..

## Arheologija
Tell Telloh je bil prvo obširno raziskano sumersko mesto. Prva izkopavanja so potekala od  leta 1877 do 1900 pod vodstvom Ernesta de Sarzeca, francoskega podkonzula v Basri. Izkopavanja od leta 1903 do 1909 je vodil njegov naslednik Gaston Cros. Raziskave sta nadaljevala  Abbé Henri de Genouillac (1929–1931) in André Parrot (1931–1933).  Med najpomembnejše najdbe v Girsuju spada  Stela jastrebov. Najdišče je utrpelo veliko škode zaradi nizkih standardov izkopavanja in ilegalnih izkopavanj. V Girsuju so do sedaj odkrili približno 50.000 klinopisnih tablic.